# ケン・ホン
ケン・ホン（洪卓立、Ken Hung Cheuk Lap、1987年3月2日 - ）は、香港出身の男性俳優である。愛称は黄脚立。英皇娯楽集団有限公司（EEG）所属（過去にはEEG傘下のレーベル・ミュージック・プラス所属）。

## 人物
2006年、TVBインターナショナル・チャイニーズ・ニュータレント歌唱大会(zh)において準優勝を獲得。翌、2007年にEEGより鐘舒漫(シャーマン・チョン)と同時にデビュー。
デビューシングル「愛・無胆」が新城テレビのヒットチャートにのり、他のテレビでも取り上げられるようになる。
2009年の旧正月前に、肺に水がたまり入院。手術をしたが好転せず、喉から管を挿して水を抜き取った。その後退院したが、顔は蒼白でまだ大きな動きはできないと語っていたが、2009年末に行われた東アジア競技大会開幕式に出席し、復帰を果たした。

## 音楽作品

### アルバム
- 2007年7月19日：『愛‧無担』
- 2007年9月7日：『愛‧無担』（第二版）
- 2008年1月23日：『洪卓立 - GO』
- 2008年10月30日：『Next Attraction』

## 参加したコンサート
- 2007年9月18日：永明金融新城容祖兒唱遊大童好世界音楽会（香港コンベンション・アンド・エキシビション・センター）
- 2007年11月27日：Vincy泳兒 Close to you!!音楽会（九龍湾国際展貿中心 Star Hall）
- 2007年12月23日：時時派対時時聯Fan至夾激新星聖誕音楽会（香港国際展貿中心）
- 2008年5月31日：感應泳兒ゲンティンハイランドコンサート（マレーシア・ゲンティンハイランド）

## 出演作品

### 映画
- 愛情万歳（2008年、日本未公開） - 阿星 役
- 保持通話（2008年、邦題『コネクテッド』） - 阿豪 役（ゲスト出演）
- 很想和你在一起（2009年、日本未公開） - 施徒捷 役

### テレビドラマ
- 森之愛情 第1話（TVB、2007年） - 卓立 役
- 盛装舞歩愛作戦（TVB、2008年） - Ben 役
- 王子看見二公主（邦題：僕だけのプリンセス）（台湾CTS、2008年） - 夏寛 役
- 動物系戀人啊（邦題：恋愛動物）（搜狐視頻、2018年） - 史傑森 役

### ラジオドラマ
- 湾仔全民動起来ラジオドラマ（メトロラジオ、2008年7月28日 - 8月8日） - 天楽 役

### 広告
- 中国聯通（香港）（テレビCM、2006年）
- 香港中銀クレジットカード（テレビCM、2007年）
- フランス・ブライダル（一般広告、2007年）
- 煤気（香港）（テレビと一般広告、2008年）
- 元緑寿司（香港）（テレビと一般広告、2008年）